# Stibarsen
Le stibarsen ou autrefois l'allemontite est un corps chimique minéral, alliage ou solution solide à base d'arsenic et d'antimoine, de la catégorie des éléments natifs. Il est possible de le qualifier d'antimoniure d'arsenic AsSb ou d'arséniure d'antimoine SbAs selon la prépondérance de l'arsenic ou de l'antimoine. Dans la pratique, une teneur inférieure à 20 % d'un des corps simples éléments natifs est assimilée à une impureté, et le minéral ne peut être du stibarsen, mais soit de l'antimoine natif soit de l'arsenic natif, plus ou moins impur.
Ce minéral, alliage naturel rare à ténacité fragile, se trouve dans les veines hydrothermales et dans certaines pegmatites granitiques. Il est présent dans certains filons métallifères, en masses le plus souvent testacées ou mamelonnées, parfois mais plus rarement en masses lamellaires ou granulaires.

## Historique de la description et des appellations successives
Le nom anglo-saxon stibarsen est la concaténation des termes abrégés en leur première syllabe, stibium et arsenic, le premier désignant en latin l'antimoine. L'allemonite est l'ancien nom du minéral de formule chimique approchée SbAs3 découvert en France avec le minerai des Challanches, traité en fonderie dans la localité voisine d'Allemont en Isère,,. 
Dans les veines de sa montagne, le minéral formait des nodules irréguliers, superficiellement oxydés en kermésite fibreuse et parfois recouvert d'enduit protecteur de valentinite. Le chimiste Sage, bienveillant à l'égard de Romé de l'Isle, avait décrit cette matière minérale distincte en "pyrite arsénicale à facettes hexagones". L'abbé Haüy qui avait analysé et soupçonné le continuum de composition entre l'antimoine et l'arsenic, proposait la dénomination antimoine natif arsenifère. C'est finalement le minéralogiste autrichien Haidinger qui entérine l'appellation allemontite dans son opus de référence en 1845, intronisant du coup le lieu du premier topotype.
Les minéralogistes italiens l'ont retrouvé facilement en Valtelline, ainsi que leurs homologues américains à  Comstock Lode dans l'état du Nevada. 
Il apparaît aussi dans les pegmatites lithiées à Varuträsk, en Suède. En effet, le minéralogiste et métallurgiste P. E. Wretblad l'a identifié en 1941 à partir d'échantillons trouvés en 1935 par le Dr Olof Ödman du Boliden Gruvaktiebolag dans les pegmatites LCT à Varuträsk, Skellefteå, dans la région du Västerbotten. 
Le stibarsen est considéré comme un mélange ou alliage mal défini d'arsenic et d'antimoine et sa description holiste en 1941, paradoxalement basée sur le topotype de Varustrâk, propose de garder une appellation unique stibarsen pour AsSb et l'allemontite ainsi que les différents mélanges intimes d'antimoine et d'arsenic. Depuis 1982, l'International Mineralogical Association ou IMA a prononcé la déchéance du nom français en considérant pour de pragmatiques raisons que seul le minéral stibarsen est apte à décrire et référencer la diversité d'association de ces deux éléments natifs.

## Cristallographie et cristallochimie

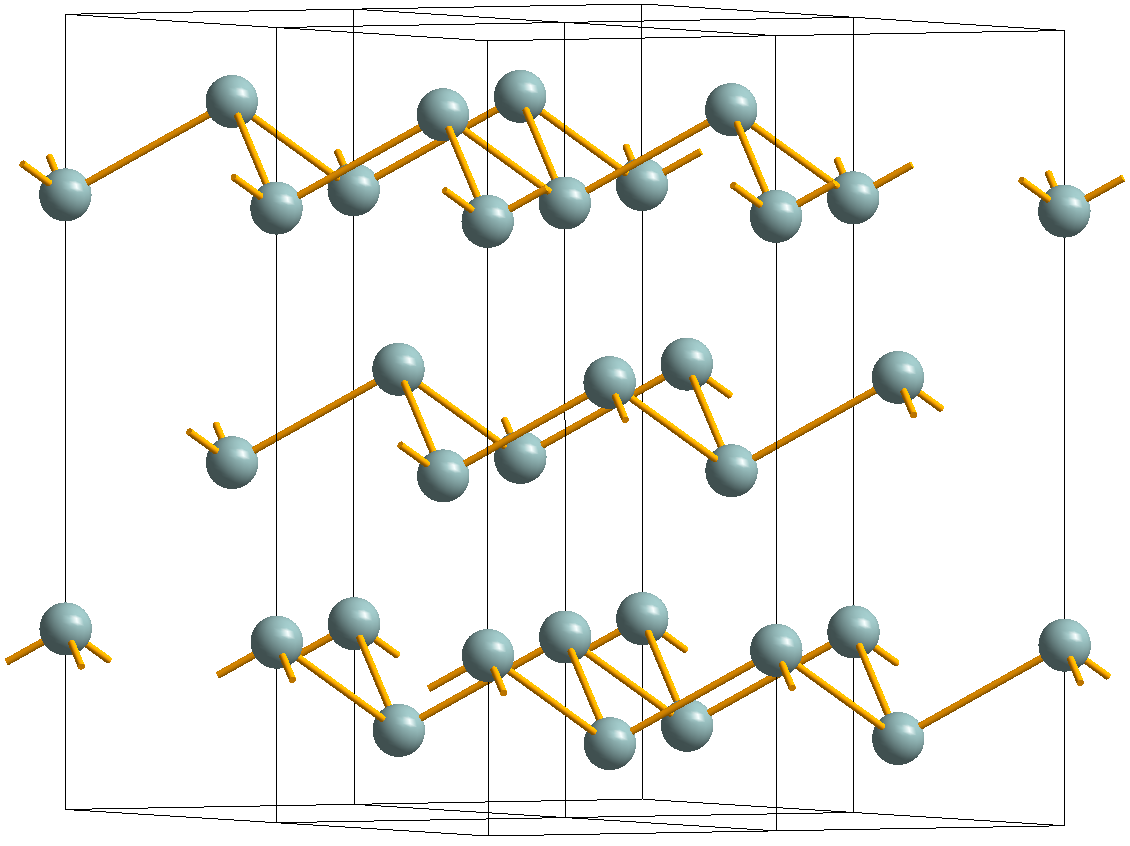
Structure cristalline commune à As, Sb et AsSb

La justification de ce choix apparaît clairement dans le fait que le stibarsen a bien la même structure cristalline que l'arsenic natif et l'antimoine natif, tout en dévoilant des valeurs intermédiaires de paramètres du réseau cristallin. La structure de groupe d'espace R3m No. 166 est dans la littérature tantôt décrite comme hexagonale, trigonale ou rhomboédrique à cause du chevauchement entre ces descriptions selon le réseau de Bravais et le système cristallin  (système cristallin trigonal). La diffraction X mesure des intensités caractérisant des empilements ordonnés ou partiellement ordonnés d'atomes de Sb et As en sous-réseau SbAs. Les atomes s'arrangent en couches voilées de structure graphite qui se déploient selon l'axe c. Il existe des liaisons faibles entre ses couches, ce qui explique la faible dureté de l'arsenic natif As, de l'antimoine Sb et du stibarsen AsSb.
| Minéral | a (nm)  | c (nm) | ρ (g/cm3) | ref.   |
| ------- | ------- | ------ | --------- | ------ |
| As      | 0,376   | 1,055  | 5,78      | [ 14 ] |
| AsSb    | 0,4025  | 1,084  | 6,37      | [ 13 ] |
| Sb      | 0,43056 | 1,125  | 6,72      | [ 15 ] |

## Propriétés physiques et chimiques, toxicologie
Pour un chimiste, l'arsenic et l'antimoine forment des solutions solides continues.
La couleur du stibarsen est un gris métallique moins blanc que l'antimoine natif. L'altération est souvent similaire à celle de l'antimoine.
Chauffé au chalumeau, il fond avec des fumées à la fois arsenicales et antimonieuses. Le résidu forme un globule métallique qui prend feu et brûle en laissant un enduit blanc d'acide antimonieux.
L'allemontite, de même que le stibarsen, est décomposée par l'acide nitrique, le résidu blanc est à base d'acide antimonique.

## Gîtes et gisements
Les sections polies de la plupart des pièces minérales d'allemontite montrent des excroissances d'allemontite, soit avec de l'arsenic natif formé dans une veine ou avec de l'antimoine quasi-pure dans des pegmatites granitiques. Des variétés homogènes d'allemontite, à composition variable, nommées stibarsen ont été mises en évidence à Varuträsk en Suède. 
Association minérale : antimoine natif, arsenic natif, quartz, sidérite

### Gisements relativement abondants ou caractéristiques
- Allemagne
- Australie
- Autriche
- Bolivie
- Canada

Dépôt aurifère de Hemlo près du Lac Supérieur, Ontario
Mine de l'Ingénieur, Atlin, Colombie Britannique
- Chine
- États-Unis
- Finlande
- France

Anciennes mines d'argent des Chalanches, Allemont, Isère, région Rhône-Alpes, France
- Grèce
- Italie
- Japon
- Mexique

Rio Moctezuma, Sonora
- Pologne
- Russie
- Slovaquie
- Suède

Varutrask, Skelleftea, Vasterbotten
- Tadjikistan
- Tchéquie

Přibram, Bohême

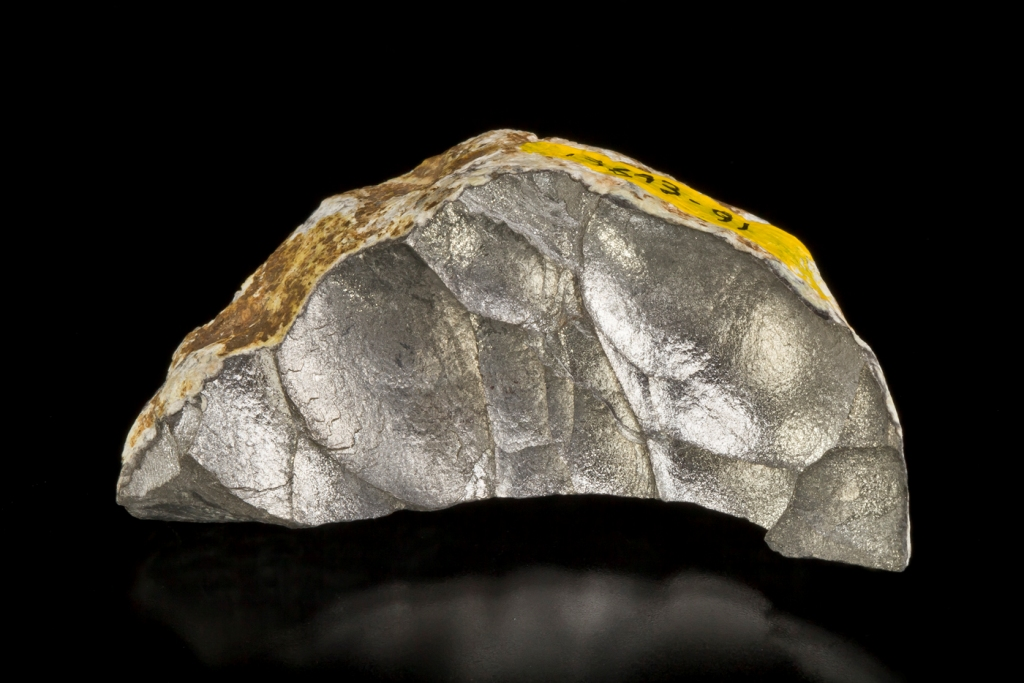
Coupe d'une fraction de nodule AsSb oxydé en surface extraite de la mine Bambolla, Moctezuma , Sonora, Mexique. Taille : 5.8 x 3.0 x 1.6 cm. Musée de l'Université de l'Arizona.
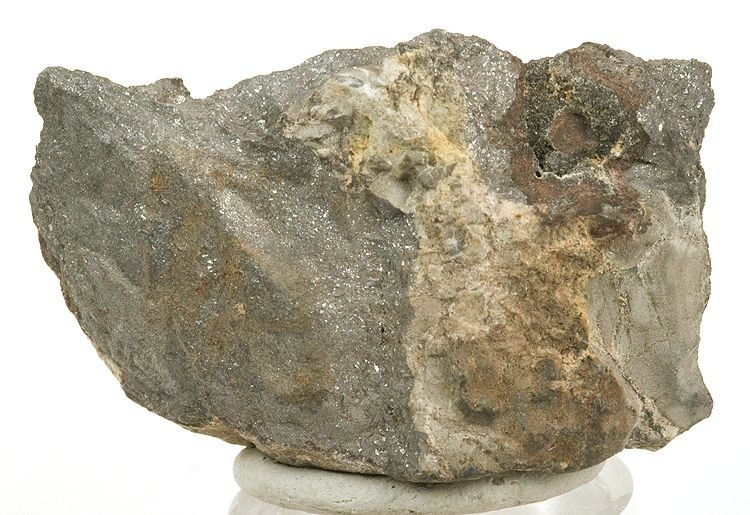
Vieil échantillon gris étain de la mine des Challanches, Allemont
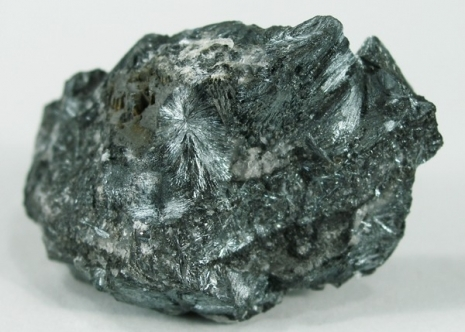
Allemontite de la montagne des Chalanches, Allemont, Isère, région Rhône-Alpes, France. Taille : 3.4 x 1.8 x 1.8 cm. La base de la pièce est botryoïdale, de fins cristaux aciculaires disposés en rayons sont bien visibles.